# زرمدين

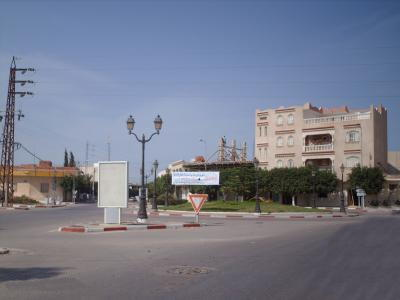
زرمدين

زرمدين إحدى مدن الجمهورية التونسية، تقع في ولاية المنستير.

### مواضيع ذات علاقة
- ولاية المنستير.